# Friedrich Rube
Wolrad Heinrich Friedrich Christoph Rube (* 7. September 1771 in Korbach; † 7. August 1853 ebenda) war ein deutscher Arzt und Politiker.

## Leben
Rube war der Sohn des Fürstlich Waldeckischen Forstsekretärs Georg Christoph Ludwig Rube (* 12. Juni 1740 in Mengeringhausen; † 4. April 1779 in Korbach) und dessen Ehefrau Christine Wilhelmine Marie Schumacher (* 13. Mai 1748 in Korbach; † 26. Februar 1807 ebenda), die Tochter des Bürgermeisters der Stadt Korbach Henrich August Schumacher und der Dorothea Margarethe Marie Wigand. Er war evangelisch und heiratete am 22. November 1796 in Korbach Luise Huberta Marianne (genannt Menonia) von Rhena (* 15. Juli 1774 in Korbach; † 27. Dezember 1848 ebenda), die Tochter des Johann Henrich von Rhena und der Maria (Catharina) Adriane Verkuijl. Der Sohn Friedrich Rube wurde ebenfalls Arzt und 1835 Nachfolger des Vaters als Distriktsphysicus in Eisenberg. Die Tochter Johanna Elise Wilhelmine Henriette (18051875) heiratete Carl Speirmann. Auch der Neffe Carl von Benning (1804–1875) wurde Abgeordneter.
Rube besuchte von 1779 bis 1790 das Landesgymnasium in Korbach und studierte dann Medizin an der Universität Jena. Ab dem 11. Oktober 1794 setzte er das Studium an der Universität Marburg fort und wurde dort zum Dr. med. promoviert. 1797 erwarb er das Korbacher Bürgerrecht und wurde 1802 zum Fürstlichen Leibarzt und Hofrat ernannt. Im Jahr 1822 wurde er Distrikts- und Stadtphysicus in Korbach.
Rube erbte von seinem Vater das ehemals Scribasche Haus in Korbach. Daneben war er Besitzer des landtagsfähigen Gutes Rhena. Als solcher war er vom 10. Juli 1816 bis zum 6. Mai 1833 Mitglied des Landstandes des Fürstentums Waldeck. Er starb an Lungenschlag.